# 부일전자디자인고등학교
부일전자디자인고등학교(釜一電子디자인高等學校)는 대한민국 부산광역시 사하구 감천동에 위치한 사립 고등학교이다.

## 학교 연혁
- 1992년 6월 30일 : 부일전자공업고등학교 설립 인가(학교법인 신민학원) 전자과, 전자계산기과, 디자인과 학년당 2학급 계 18학급, 남／여 공학
- 1993년 3월 1일 : 초대 우영창 교장 취임
- 1993년 3월 2일 : 제1회 신입생 입학식
- 1996년 2월 15일 : 제1회 졸업식 (졸업생 260명)
- 1996년 5월 17일 : 서춘석 이사장 취임
- 2000년 8월 30일 : 학칙변경 인가, 교명변경 부일전자공업고등학교→부일전자디자인고등학교, 학과명 변경 전자과→정보전자과, 전자통신과→정보통신과, 디자인→그래픽디자인과
- 2001년 3월 10일 : 학교법인 정관 변경 (신민학원→부일학원)
- 2008년 3월 3일 : IT특성화고등학교 선정 (지식경제부)
- 2010년 3월 2일 : 영어중점 교과 교실제 운영학교
- 2010년 8월 24일 : 교육감지정 정보통신／컴퓨터보안 특성화고 지정 (정보전자과, 컴퓨터보안과, 디자인과)
- 2016년 3월 1일 : 전자과(3), 컴퓨터보안과(2), 디자인과(2)로 학과개편
- 2019년 3월 1일 : 신입생 학과개편 전자과-＞전기전자과
- 2021년 2월 4일 : 2021학년도 혁신지원사업 운영학교로 선정
- 2024년 2월 7일 : 제29회 졸업식(졸업생 127명, 총 졸업자수 7,281명)
- 2024년 3월 1일 : 제12대 박찬권 교장 취임
- 2024년 3월 4일 : 제32회 입학식 (남학생 105명, 여학생 43명 계 148명)

## 설치 학과
- 컴퓨터과
- 전기전자과
- 디자인과

## 참고 자료
- 부일전자디자인고등학교 - 한국교육학술정보원 학교알리미